# Marcelina Darowska
Marcelina Darowska (Szulaki, 16 de enero de 1827 – 5 de enero de 1911) fue una monja polaca, que fue beatificada por el entonces papa Juan Pablo II en la Plaza de San Pedro en Roma en el año 1996. Se inspiró en la Virgen María a cofundar la Congregación de las Hermanas del Inmaculada Concepción de la Bendita Virgen María, una orden religiosa activa en Polonia, Bielorrusia y Ucrania.

## Niñez y matrimonio
Marcelina (o Marcellina) Kotowicz nació en Szulaki, una parte de Polonia que estuvo controlada por los rusos en tiempo del Zar. Sus padres, Jan y Maksymilia Kotowicz, eran rico terratenientes. Fue a la escuela en Odesa por tres años, antes de trabajar en la granja de su padre.
Algunas fuentes declaran que fue profundamente religiosa, incluso de una edad joven. Antes de que la muerte de su padre, le hizo la promesa da casarse y empezar una familia. Y el 2 de octubre de 1849 se casó con Karol Darowski, un terrateniente de Podolia. Él murió de tifus tres años más tarde, dejando su dos niños — Jozef y Karolina. Un año después de aquello, su hijo murió. Esta serie de tragedias influyó sus pensamientos religiosos y la llevaron a cambiar su vida.
Por razones de salud viajó a Berlín, luego a París, y finalmente a Roma, llegando en la ciudad italiana el 11 de abril de 1853.